# Физико-технический институт (Алма-Ата)
Физико-технический институт — один из ведущих научных центров в области физики твердого тела и полупроводников, материаловедения, нанонауки и нанотехнологий, физики высоких энергий и космических лучей в Казахстане. Расположен в пос. Алатау, Медеуского района города Алма-Ата.
Был основан на базе Института ядерной физики Министерства энергетики Республики Казахстан в 1990 году как Физико-технический институт АН КазССР.
Сайт института — sci.kz

## Достижения коллектива Института
В Физико-техническом институте сложилась научная школа в области физики конденсированного состояния и ионно-лучевой модификации материалов. Из её наиболее важных результатов можно отметить следующие:
- Обнаружен и исследован эффект водородной пассивации радиационных дефектов в кристаллическом кремнии, заключающийся в удалении из запрещённой зоны глубоких уровней, определяющих электронные свойства материала [Физика и техника полупроводников 15 (1981) с. 2098, Physics Letters 87A (1982) p. 376]. Одновременно в результате исследований, проведённых в крупных научных центрах за рубежом, было показано, что эффект имеет место для многих примесей и дефектов как в кремнии, так и других полупроводниках. Как было показано, эффект пассивации обусловлен замыканием атомами водорода оборванных связей и нейтрализацией их электрической активности. Эффект получил название «водородная пассивация» и положил начало актуальному для полупроводникового материаловедения и микроэлектроники новому научному направлению. Кроме того, фундаментальные результаты данных работ были использованы при создании широко используемой в микроэлектронике промышленной технологии Smart-Cut по производству структур «кремний на изоляторе».
- Обнаружено и исследовано новое явление водородно-ускоренного формирования нанокластеров в кремнии, состоящих из вакансий, междоузельных атомов и атомов примесей. Использование этого эффекта открывает новое направление самоорганизованного синтеза наноструктур.
- Открыта серия дефектно-примесных центров в кремнии, получивших согласно мировой классификации наименование Алматы (AA1, … AA19). Следует отметить, что по числу обнаруженных ЭПР центров это составляет примерно 10 % от общего числа и является третьим показателем в мире после лабораторий профессора Джорджа Уоткинса (J.Watkins, Олбани, США) и профессора Аммерлаана ([C.A.J.Ammerlaan Амстердам, Нидерланды), Кроме того, впервые в мире предложен метод томографии в ЭПР спектроскопии, на два года раньше широко используемого в медицине метода ЯМР-томографии, за который была присуждена Нобелевская премия.
- Разработан уникальный сильноточный ускоритель ионов сверхнизких энергий, авторы которого обладают патентами США. С использованием данного ускорителя разработаны физические основы легирования кремния методом низкоэнергетичной ионной имплантации атомарными и молекулярными пучками, ионно-плазменной технологии изготовления приборов и синтеза покрытий с ценными для практического использования свойствами. Разработана ноу-хау технология изготовления полупроводниковых детекторов радиационных излучений с рекордными до сегодняшнего дня параметрами. Эти детекторы отработали без деградации параметров более двадцати тысяч часов на борту летательных аппаратов в открытом космическом пространстве.
- Обнаружен и идентифицирован изолированный собственный междоузельный атом и ряд радиационных дефектов в кремнии, в том числе обладающих свойствами би- и метастабильности (Успехи физических наук, 2000, с. 143—155).
- Разработана технология получения полупроводникового кремния и газообразного моносилана (молекула SiH4) путём переработки силикатных шлаков (Предварительные патенты РК № 17865 и № 17866)

## Кадровый потенциал
Физико-технический институт имеет значительный кадровый потенциал в области материаловедения, нанонауки и нанотехнологий и физики высоких энергий и космических лучей включающий 3 академика НАН, 11 докторов, 21 кандидатов наук, 50 научных сотрудников, 26 сотрудников инженерно-технического персонала(январь 2011 г.). В Институте в течение учебного года и на каникулах проходят производственную практику и работают (частично заняты) в лабораториях студенты бакалавриата и магистратуры Казахского национального университета имени аль-Фараби и Казахского национального технического университета имени К. И. Сатпаева. За годы независимости Казахстана работы сотрудников Института в области физики твердого тела и материаловедения были дважды (1993, 2001 гг.) удостоены Государственной премии в области науки и техники.

## Основные направления работ и сотрудничества
К основным направлениям работ Физико-технический института относятся:
- Создание необходимой технологической инфраструктуры для реализации программ и проектов по направлению «Нанотехнологии и новые материалы».
- Создание современной аппаратурной базы экспериментальных методов для синтеза наноразмерных структур — молекулярно-лучевой эпитаксии, парофазной эпитаксии, ионно-лучевого синтеза, ионной имплантации, золь-гель технологии.
- Развитие аппаратных и аналитических средств для анализа свойств наноразмерных объектов, наноструктур и кластеров, для проведения направленной модификации свойств материалов.
- Разработка конкурентоспособных на глобальном рынке научных продуктов и коммерческих технологий синтеза наноструктур широкого диапазона применений на основе широкого класса веществ.
- Разработка металлотермических, пирометаллургических, химических и кристаллизационных технологий получения и очистки полупроводниковых материалов для применения в микро-, наноэлектронике, фотоэнергетике и других областях.
- Разработка, продвижение и реализация крупных инновационных проектов в рамках созданного Физико-техническим институтом первого в СНГ научно-образовательного инновационного партнёрства «Нанотехнология» с участием Санкт-Петербургского физико-технологического научно-образовательного центра РАН и Академического университета под руководством лауреата Нобелевской премии Жореса Алфёрова, Института физики полупроводников СО РАН, г. Новосибирск, компании «НТ-МДТ» из Зеленограда, г. Москва, Томского государственного университета, Казахского национального университета имени аль-Фараби, Казахского национального технического университета имени К. И. Сатпаева, Центра наук о земле, металлургии и обогащения, Центра астрофизических исследований и Национального инновационного фонда Республики Казахстан.
- Развитие научного сотрудничества с национальными лабораториями и крупными университетами США, Японии и Европейского Союза в рамках подписанных соглашений о сотрудничестве и совместных проектов по линии Международного научно-технического центра, Американского фонда гражданских исследований и развития, Европейского общества исследования материалов, CERN, DESY и других.
- Воспитание и создание высокопрофессионального коллектива молодых ученых и технологов в рамках реализации совместных научных проектов с зарубежными партнёрами, подготовка рабочих мест для специалистов, подготовленных за рубежом по Президентской программе «Болашак».

## Области научных исследований
По заказу МОН РК и других государственных органов за счёт бюджетных и внебюджетных средств выполняются фундаментальные и прикладные исследования:
- в области физии конденсированного состояния и материаловедения, в том числе космического материаловедения;
- в области физики и химии тонких плёнок и низкоразмерных систем;
- в области нанотехнологий, в том числе водородных технологий и возобновляемых источников энергии с использованием нанотехнологий;
- в области научного приборостроения, в том числе создания методик для мониторинга состояния земной коры с целью разработки краткосрочного прогноза;

f* в области физики высоких энергий и космических лучей.